# Bathippus latericius
Bathippus latericius är en spindelart som först beskrevs av Tord Tamerlan Teodor Thorell 1881.  Bathippus latericius ingår i släktet Bathippus och familjen hoppspindlar. Inga underarter finns listade.